# Nanos rubromaculatus
Nanos rubromaculatus är en skalbaggsart som beskrevs av Künckel D'herculais 1887. Nanos rubromaculatus ingår i släktet Nanos och familjen bladhorningar. Inga underarter finns listade i Catalogue of Life.